# کلیسای حضرت ابراهیم
کلیسای حضرت ابراهیم (به انگلیسی: Saint Abraham's Church) یک کلیسا واقع در خیابان جمالزادهٔ شمالی، تهران، ایران است. این کلیسا در ۲۳ می ۱۹۶۶ آغاز بکار کرد. با انتخاب نام ابراهیم برای کلیسا، دومینیکن‌ها تمایل خود را برای آن که این کلیسا به یک مکان مطالعه، برخورد و درک بین مردم از ادیان مختلف تبدیل شود را نشان داد.